# Perama sparsiflora
Perama sparsiflora är en måreväxtart som beskrevs av Paul Carpenter Standley, Steyerm och Joseph Harold Kirkbride. Perama sparsiflora ingår i släktet Perama och familjen måreväxter. Inga underarter finns listade i Catalogue of Life.